# Korrespondensschack

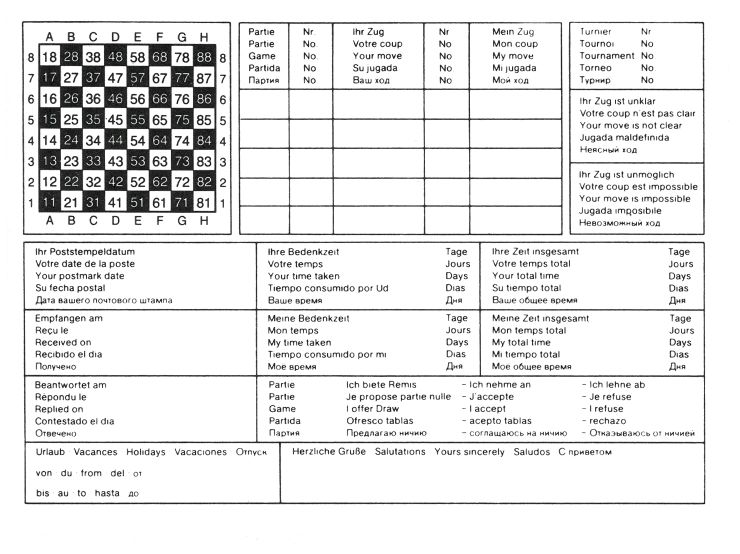
Ett kort som används i internationell korrespondensschack.

Korrespondensschack är schack som spelas mellan personer på stort avstånd, av tradition per post, men även med fax och e-post. Idag är den vanligaste spelformen direkt på schackserver, där dragförmedlingen sker direkt, men reglerna för tid behållit den traditionella utformningen för korrespondensschack, dvs där betänketiden per drag är dygn och inte minuter eller timmar.
Korrespondensschackpartier tar betydligt längre tid än partier som spelas OTB (Over The Board, "vid sittande bord"), vilket från början berodde på den tid det tog för spelarna att meddela varandra sina respektive drag. Reglerna är anpassade, så att detta ska gälla även när spelet sker över schackserver, dvs en väl tilltagen speltid. Med speltiden 50 dagar/10 drag tar partierna flera månader till flera år att fullfölja. Det finns partier som har tagit mer än fem år att fullfölja, fastän spelarna hållit sig inom tidsgränserna.
Eftersom partier håller på så länge spelar många korrespondensschackspelare flera turneringar parallellt.
Spelet regleras främst av International Correspondence Chess Federation (ICCF), som är sanktionerat av det internationella världsschackförbundet FIDE. ICCF arrangerar turneringar och världsmästerskap, och delar även ut motsvarande schacktitlar för korrespondensschackspelare.
Den svenska föreningen för korrespondensschack heter SSKK,  Sveriges Schackförbunds Korrschackkommitté.